# Welt-Spirale
Die Welt-Spirale – Ethische Gesellschaft für Fortschritt und Welterneuerung ist eine der Theosophie zugerechnete esoterische Weltanschauungsgemeinschaft.

## Geschichte
Gründer der Welt-Spirale war der Österreicher Leopold Brandstätter (genannt Leobrand). Er widmete sich früh der Esoterik und lernte nach 1945 die Werke des Agni Yoga kennen, deren Übersetzungen er leitete. Er verfasste von 1954 bis 1959 36 einführende Briefe über Lebendige Ethik und schrieb 1957 und 1959 zwei Bücher über Psychische Energie. Von Januar 1962 an erschien 56 Jahre lang die Monatszeitschrift Welt-Spirale – Zeitschrift für Fortschritt und Lebenserneuerung (ab Oktober 1962: Welterneuerung statt Lebenserneuerung). Im März 1962 fand in Linz der 1. Kongress der Welt-Spirale – Ehische Gesellschaft für Fortschritt und Welterneuerung statt. Um zum Aufbau einer neuen Welt beizutragen, wurde ein 25 Punkte-Programm proklamiert, das inhaltlich weit über den Agni Yoga hinausreichte. Die offizielle Gründung der Welt-Spirale erfolgte dann am 30. Juni 1963 in Linz. Die Gründung der Deutschen Landesgesellschaft der Welt-Spirale unter ihrem Leiter Gerhard Havel folgte im Dezember 1963 in Hannover. Als Brandstätter 1968 an den Folgen einer Operation starb, bestanden 24 Ortsgruppen der Welt-Spirale in Österreich, Deutschland und Italien mit etwa 5.000 Mitgliedern.
Im März 1968 wählte die Generalversammlung der österreichischen Mitglieder der Gesellschaft Willy Augustat zum Präsidenten der Welt-Spirale. Da Gerhard Havel sich inzwischen aktiv für die Weltföderalisten engagierte, kam es zu Überschneidungen und Konflikten, die am 14. Januar 1971 in die Gründung einer selbstständigen deutschen Welt-Spirale mündeten, während sich die Muttergesellschaft in Linz wieder stärker den Lehren des Agni Yoga zuwandte.
Die Welt-Spirale wurde nie eine Massenbewegung, verbreitete sich aber nach dem Fall des Eisernen Vorhangs auch in Staaten der ehemaligen Sowjetunion.

## Lehre
In seinen Briefen über lebendige Ethik bezeichnet Brandstätter die Theosophie als „wichtigste Voraussetzung und Vorstufe für das Wissen der Neuen Epoche“ und seine Lebendige Ethik als deren wesentliche und entscheidende Fortsetzung (LE 31, 588). Hieraus entwickelt er ein kompliziertes Lehrgeflecht über die Begriffe Spiralform, Involution und Evolution, Kosmischer Magnet und Vernunft-Kraft. Der Gott der Theologen, der allmächtige Vater, sei eine theologische Fiktion. Ende 1963 fand Leobrand seinen eigenen, zahlenkabbalistisch fundierten Gottesbegriff UNIVERALO. Ab August 1964 entwickelte er eine Kraftfeldtheorie, mit der er den Aufbau des Weltalls verständlich machen wollte.
Nach Leobrand stehen zwischen der zeitlosen unendlichen Allgottheit und dem nie genauer definierten Kosmischen Magneten göttliche Vermittler abgestufter Grade, darunter Krishna, Buddha, Christus, Mohammed, Konfuzius, Laotse, Zarathustra, Pythagoras, Plato, Salomo, Origenes und Jakob Böhme. Unter Führung des Erzengels Michael kämpfen seit 1913 in der feinstofflichen Welt die Hellen Heere mit den Gliedern der Dunklen Hierarchie. Letztere werden von Luzifer angeführt und haben in ihren Reihen auch den um 1913 von der Theosophie abgefallenen Rudolf Steiner.
Nur mit Hilfe kosmischer Energien, so Leobrand, kann der Mensch den Prozess seiner Bewusstseinserweiterung durchführen. Um diese psychische Energie zu vermehren, werden zahlreiche praktische Anleitungen gegeben und ein gemäßigter Vegetarismus empfohlen; von Nikotin und Alkohol wird abgeraten.
Politisch kritisierte Leobrand die „Atomgiganten“ Amerika und Russland als Machtblöcke von Kapitalismus und Kommunismus. Er forderte stattdessen ein Weltfriedensreich mit Weltregierung, Weltsprache und Weltwährung. Die Einigung Europas könne nur von einem neutralen Staat ausgehen, und Österreich sei dafür geradezu ideal geeignet. Das Christentum als Religion der Fische-Ära dagegen sei nicht fähig, die Menschheit in das Wassermannzeitalter zu führen. Besonders die Sakramentslehre und deren Praxis werden als Magie und heidnische Relikte verurteilt.

## Arbeitsweise
Die Welt-Spirale hat keinen eigenen Kult. Die Arbeit konzentriert sich auf Schulungsabende über die Werke Leobrands und Vorträge. Die gemeinschaftseigene Zeitschrift Die Weltspirale stellte 2017 ihr Erscheinen ein, nachdem die Auflage von 2000 bei Leobrands Tod auf 150 zurückgegangen war.